# 断面

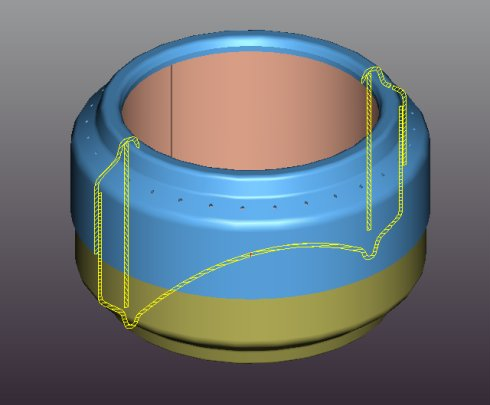
黄色い線が断面を表している

断面（だんめん、cross section）は、ある3次元の物体を切断した時に現れる2次元の面のことである。

## 概要
横断方向に切断したものは横断面（おうだんめん）とも言う。
数学では、立体と平面が交わってできる面と定義される。断面の面積を断面積（だんめんせき）とよぶ。
物体の断面を表した図を断面図（だんめんず）と呼び、横断面を表したものを横断図または横断面図、縦断方向の断面を表した図を縦断図または縦断面図と呼ぶ。
断面図は、物体の内部を表現するのによく用いられる手法である。製図では、伝統的に断面の部分には斜線（クロスハッチ）が描かれる。

## 定規断面
「定規断面」とは河川横断面の改修計画用横断面形など、河川や道路等の工事である区間にわたって盛土や切土を行う時その横断面の標準形で、河川堤防の定規断面については「河川管理施設等構造令」に堤防頂部の平坦部である天端幅や法面の勾配等が規定されており、これに基づき河川ごとまたは河川区間ごとに定規断面が定められている。通常は法面の勾配は2割として、河道は中央に固定されて計画がなされている。

## 材料力学における断面諸量
材料力学や構造力学においては、荷重を受けるはり部材の変形（曲げやねじりなど）を簡潔に表すため、断面積以外にも断面に関する様々な量が定義されている。
- 断面一次モーメント、図心
- 断面二次モーメント、断面回転半径、断面二次中心、断面係数
- 断面二次極モーメント、極断面係数